# Europameisterschaften im Eisstockweitschießen 2003
Die 19. Europameisterschaften im Eisstockweitschießen wurden 2003 in Oberbergkirchen (Landkreis Mühldorf am Inn) ausgetragen.

## Männer

### Einzelwettbewerb
| Platz | Sportler           | Land |
| ----- | ------------------ | ---- |
| 1     | Bernhard Patschg   | AUT  |
| 2     | Karl-Heinz Butz    | GER  |
| 3     | Reinhold Beyerlein | GER  |

### Mannschaftswettbewerb
| Platz | Land        |
| ----- | ----------- |
| 1     | Österreich  |
| 2     | Deutschland |
| 3     | Italien     |

## Junioren U 16

### Einzelwettbewerb
| Platz | Sportler        | Land |
| ----- | --------------- | ---- |
| 1     | Robert Riedl    | GER  |
| 2     | Andreas Lasner  | GER  |
| 3     | Philipp Aichner | ITA  |

### Mannschaftswettbewerb
| Platz | Land        |
| ----- | ----------- |
| 1     | Deutschland |
| 2     | Österreich  |
| 3     | Tschechien  |

## Junioren U 18

### Einzelwettbewerb
| Platz | Sportler           | Land |
| ----- | ------------------ | ---- |
| 1     | Josef Patschg      | AUT  |
| 2     | Alexander Hirscher | AUT  |
| 3     | Mathias Hogger     | GER  |

### Mannschaftswettbewerb
| Platz | Land        |
| ----- | ----------- |
| 1     | Österreich  |
| 2     | Deutschland |
| 3     | Italien     |

## Junioren U 23

### Einzelwettbewerb
| Platz | Sportler         | Land |
| ----- | ---------------- | ---- |
| 1     | Bernhard Patschg | AUT  |
| 2     | Peter Rottmoser  | GER  |
| 3     | Markus Bischof   | AUT  |

### Mannschaftswettbewerb
| Platz | Land        |
| ----- | ----------- |
| 1     | Österreich  |
| 2     | Deutschland |
| 3     | Italien     |